# Alveopora verrilliana
Alveopora verrilliana is een rifkoralensoort uit de familie van de Acroporidae. De wetenschappelijke naam van de soort is voor het eerst geldig gepubliceerd in 1872 door Dana.